# Proteínas funcionales
Se denominan proteínas funcionales a aquellas proteínas que intervienen en procesos químicos, metabólicos y de transporte en el organismo, como es el caso de las hormonas y enzimas.
Esta clase de proteínas colaboran en los diferentes mecanismos de reacción, acelerando cada fase e interactuando con las moléculas, de manera de contribuir con la cinética del proceso.
Asimismo, las proteínas funcionales controlan la liberación y almacenamiento de energía, orientando la reacción en la cual intervienen, y regulando el balance de ATP.

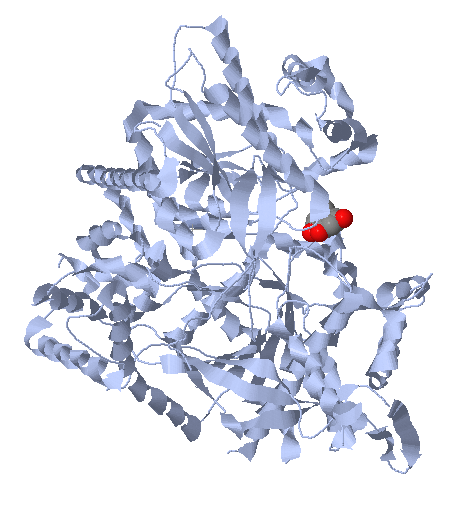
Glucógeno fosforilasa, una enzima funcional que cataliza la escisión fosforolítica (fosforólisis) del glucógeno para dar glucosa-1-P

En las investigaciones de naturaleza bioquímica, se ha podido conocer el mecanismo por el cual estas proteínas intervienen en procesos de diversa índole como ser la digestión, la generación de caracteres específicos, el comportamiento sexual, y el crecimiento. Del mismo modo, el estudio de este tipo de sustancias ha llevado a concluir acerca de determinandos aspectos que regulan la reproducción en animales y plantas.